# Ludwik Perski

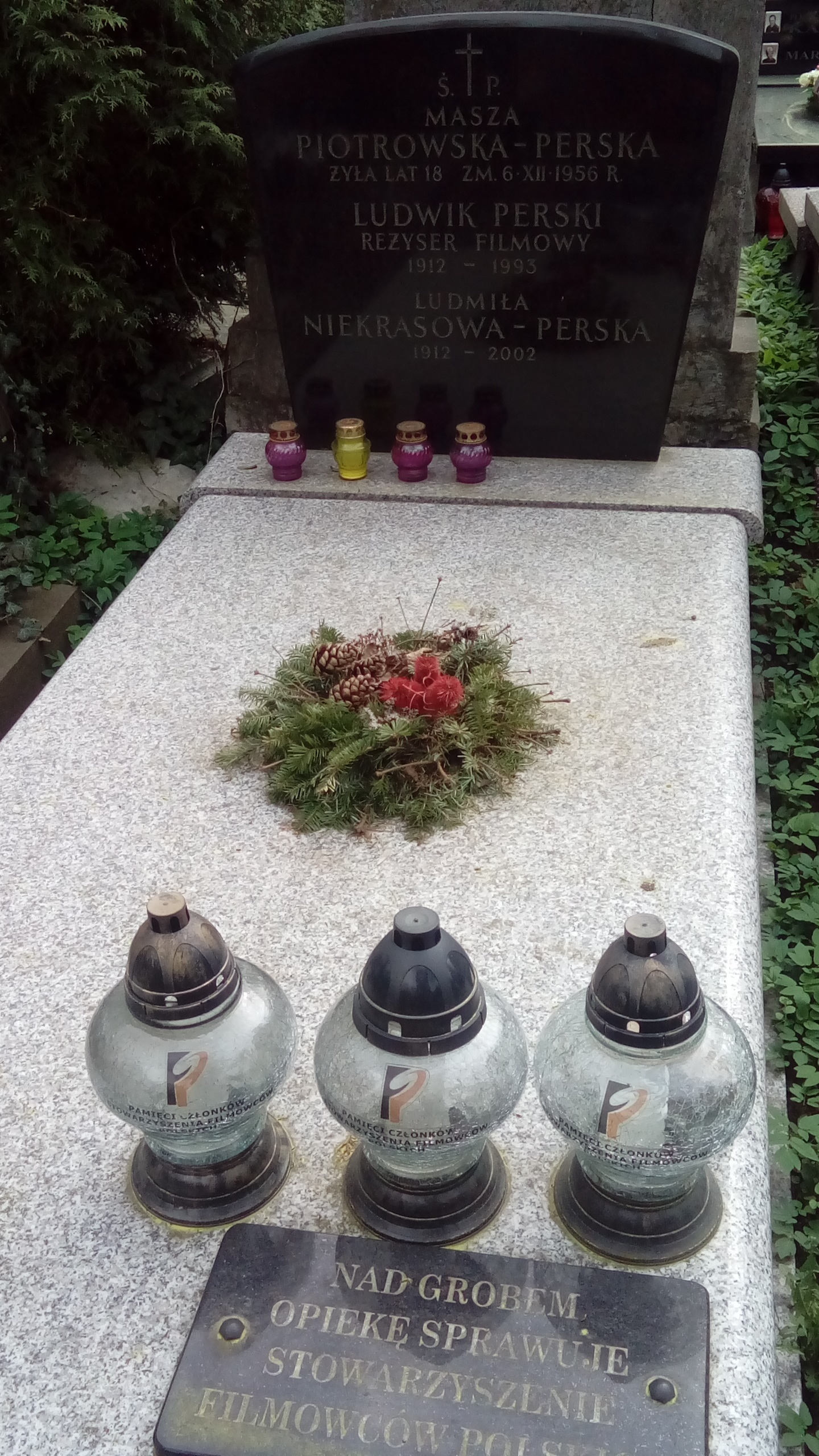
Grób Ludwika Perskiego na cmentarzu Wojskowym na Powązkach w Warszawie

Ludwik Perski (ur. 21 października 1912 w Warszawie, zm. 28 grudnia 1993 tamże) – polski reżyser, realizator filmów dokumentalnych.

## Życiorys
Był z pochodzenia Żydem. Ukończył Wyższą Szkołę Handlu Zagranicznego w Wiedniu (1930–1933). Pracę w kinematografii, jako asystent reżysera i operatora filmów fabularnych, rozpoczął na początku lat 30.
W latach 1940–1943 był asystentem operatora w Kijowskiej i Aszchabadzkiej Wytwórni Filmów Fabularnych, w latach 1943–1945 współorganizował Czołówkę Filmową 1 Dywizji Piechoty im. Tadeusza Kościuszki.
W latach 1945–1950 zastępca redaktora naczelnego Polskiej Kroniki Filmowej oraz realizator filmów dokumentalnych. Od 1950 reżyser w WFDiF w Warszawie.
Zmarł w Warszawie, pochowany na cmentarzu Wojskowym na Powązkach (kwatera A30-3-21).

## Filmografia (wybór)
- 1946 – Sprawa najważniejsza
- 1946 – Trzy kroki naprzód
- 1947 – Warszawa 1945–1948
- 1950 – Julian Marchlewski
- 1952/54 – Warszawa. Dokumenty walki, zniszczenia, odbudowy
- 1954 – Synowie ludu
- 1958 – Warszawiak w Kijowie
- 1959 – „Batorym” do Polski
- 1959 – Pan Profesor. Monografia Raczej Żartobliwa
- 1960 – Mój teatr
- 1962 – Oczekiwanie (współreżyser)
- 1965 – Portret dyrygenta
- 1966 – Hamlet x 5
- 1968 – Za naszą i waszą wolność
- 1970 – Oczami przyjaciół
- 1971 – Godzina 11.15
- 1977 – O Warszawie raz jeszcze|  | Zobacz kolekcję cytatów Ludwik Perski w Wikicytatach |
- 1982 – Karol Szymanowski – impresje, wspomnienia
- 1985 – Opowieść zamkowa
- 1987 – Maria Kuncewiczowa. Wspomnienia o ludziach, książkach i zdarzeniach

Wyreżyserował ponad 140 filmów dokumentalnych.

## Ordery i odznaczenia
- Order Sztandaru Pracy II klasy (1975)[3]
- Krzyż Oficerski Orderu Odrodzenia Polski (1959)
- Złoty Krzyż Zasługi (5 marca 1952)[4]
- Medal za Warszawę 1939–1945
- Medal 30-lecia Polski Ludowej
- Medal 40-lecia Polski Ludowej (1984)[5]
- Medal 10-lecia Polski Ludowej
- Złota odznaka honorowa „Za Zasługi dla Warszawy” (1979)[6]
- Honorowa Odznaka ZAiKS-u (1988)[7]

## Nagrody
- Państwowa Nagroda Artystyczna III stopnia (zespołowa) za realizację filmu Julian Marchlewski (1950)[8]
- Nagroda Państwowa III stopnia za film Warszawa (1953)
- „Srebrna Palma” w Cannes za zrealizowany wspólnie z Witoldem Gierszem film animowany Oczekiwanie (1962)
- Nagroda Specjalna w Konkursie Filmów Turystycznych w Warszawie za film W każdą niedzielę (1964)
- „Brązowy Lajkonik” na Ogólnopolskim Festiwalu Filmów Krótkometrażowych w Krakowie w kategorii innych form krótkiego metrażu; za "interesującą próbę analizy warsztatu aktorskiego" w filmie Hamlet x 5 (1966)
- „Złoty Medal” na MFF Dokumentalnego w La Felguera za film Portret dyrygenta (1967)
- II Nagroda na FF Artystycznych w Buenos-Aires za film Portret dyrygenta (1967)
- „Złoty Gołąb” na Międzynarodowym Festiwalu Filmów Dokumentalnych i Animowanych DOK Leipzig za film Za naszą i waszą wolność (1968)
- Nagroda Przewodniczącego PRN Krakowa „Srebrny Lajkonik” na Ogólnopolskim Festiwalu Filmów Krótkometrażowych w Krakowie (1969)
- „Srebrny Gołąb” na Międzynarodowym Festiwalu Filmów Dokumentalnych i Animowanych DOK Leipzig za film Oczami przyjaciół (1970)
- Nagroda „Srebrny Kompas” na Festiwalu Filmów Krajoznawczych i Turystycznych w Warszawie za film Godzina 11.15 (1971)
- Wyróżnienie na Przeglądzie Filmów o Sztuce w Zakopanem za film Godzina 11.15 (1972)
- I Nagroda Generalnego Konserwatora Zabytków MKiS na Muzealnym Przeglądzie Filmów w Kielcach za film Plac Zamkowy nr 4 (1974)
- Dyplom Honorowy na Przeglądzie Filmów o Sztuce w Zakopanem za film Plac Zamkowy nr 4 (1974)
- Nagroda Przewodniczącego Komitetu do Spraw Radia i Telewizji (1974)
- Nagroda m. st. Warszawy (1977)
- Nagroda Biura Podróży „Inturist” na MFF w Moskwie za film O Warszawie raz jeszcze (1977)
- II Nagroda na MFF Turystycznych w Spindlerowym Młynie za film O Warszawie raz jeszcze (1977)
- Nagroda Specjalna na MFF Turystycznych w Tarbes za film O Warszawie raz jeszcze (1977)
- Dyplom Państwowego Komitetu ds. Kinematografii  ZSRR (1979)[9]
- III Nagroda „Brązowy Pegaz” na Przegląd Filmów o Sztuce w Zakopanem za film Za bramą wielkiej ciszy (1984)
- Nagroda Specjalna na Ogólnopolskim Przeglądzie Filmów o Miesiącach Pamięci Narodowej w Warszawie za film Za bramą wielkiej ciszy (1987)
- „Złoty Ekran” - nagroda pisma „Ekran” w kategorii Film dokumentalny i reportaż za rok 1987 - za film Maria Kuncewiczowa. Wspomnienia o ludziach, książkach i zdarzeniach (1988)

Źródło:.

## Upamiętnienie
Ludwik Perski jest bohaterem filmu dokumentalnego zrealizowanego przez Jana Łomnickiego w 2000 Ludwik Perski. Krótkie wspomnienia z długiego życia.